# Посёлок Госзаповедника
Госзаповедника — посёлок в Володарском районе Астраханской области России. Входит в состав Калининского сельсовета. Население 7 человек (2010) .

## География
Посёлок Госзаповедника расположен в юго-восточной части Астраханской области, в восточной части дельте реки Волги и находится в национальном парке Астраханский заповедник, у рек Обжорова и Полдневая. Уличная сеть состоит из одного географического объекта: ул. Кривоносова.
Климат
умеренный, резко континентальный, характеризуется высокими температурами летом и низкими — зимой, малым количеством осадков, а также большими годовыми и летними суточными амплитудами температуры воздуха.

## Население
| 2002 | 2010 |
| ---- | ---- |
| 21   | ↘7   |

Национальный и гендерный состав
По данным Всероссийской переписи, в 2010 году численность населения составляла 7 человек (6 мужчин и 1 женщина, 85,7 и 14,3 %% соответственно).
Согласно результатам переписи 2002 года, в национальной структуре населения русские составляли 65 %, казахи 35 % от общей численности населения в 20 жителей.

## Инфраструктура
Подсобное сельское хозяйство, рыболовство.

## Транспорт
Водный транспорт. Проселочные дороги.